# 宮城縣
宮城縣（日语：／ Miyagi ken */?）是日本東北地方的一個縣，東鄰太平洋，西面以奧羽山脈與山形縣、秋田縣為鄰，南邊與福島縣相鄰，北邊與岩手縣鄰接。宮城縣人口佔了日本東北地方約四分之一，縣廳所在地仙台市同時也是東北地方最大城市以及唯一的政令指定都市。

## 歷史
- 宮城縣在古時屬陸奧國的一部分。
- 1600年伊達政宗於今日的仙台建造仙台城，構築仙台藩的基礎。
- 明治時代廢藩置縣，1871年設立了仙台縣，1872年將宮城郡的郡名引為縣名，改稱宮城縣。
- 2011年3月11日日本當地時間（UTC+9）下午2點46分（UTC+8为下午1點46分）左右發生強震，至3月13日日本氣象廳發布為芮氏規模9.0[1]，而根據美國地質調查局(USGS)所發布則為9.1[2]，震央在宮城縣外海的三陸沖。如以日本氣象廳所發布的資料為準，則是自1900年後規模世界第四的強震。而后由于宫城县外福岛核电站爆炸导致大量核辐射入侵宫城，导致此灾难成为日本有史以来最严重的连环性灾难（地震+海啸+核爆炸）。

## 經濟
宮城縣以農業為主。由於對著太平洋，海產豐富，有鰹魚、秋刀魚、鮪魚和鱈魚等等。

## 主要大学
- 文部科學省管轄
  - 国立大学
    - 東北大學
    - 宮城教育大学

  - 公立大学
    - 宮城大学

  - 私立大学
    - 東北福祉大学
    - 東北學院大學
    - 石卷專修大学
    - 東北藥科大学
    - 中小企業大学校
    - 宮城学院女子大学
    - 尚絅学院大学
    - 仙台大学
    - 仙台白百合女子大学

- 獨立行政法人
  - 航空大學校 仙台分校

## 交通

### 鐵路
東日本旅客鐵道（JR東日本）：東北新幹線、東北本線是縱貫宮城縣南北的交通骨幹。
- 東北新幹線
- 東北本線
- 常磐線
- 仙山線
- 仙石線
- 石卷線
- 陸羽東線
- 氣仙沼線
- 大船渡線

#### 公營交通路線
- 仙台市交通局地下鐵南北線
- 仙台市地下鐵東西線

#### 第三部門鐵道
- 阿武隈急行阿武隈急行線
- 仙台機場鐵道仙台機場線
- 仙台臨海鐵道（貨物線）
  - 臨海本線
  - 仙台埠頭線
  - 仙台西港線

### 航空
- 仙台机场，為二級機場，有國際線及國內線航班在此起降。2011年3月11日，因芮氏9.0強震（東日本大地震）引起之海嘯而被沖毀，經整修後已恢復營運。

### 港口
- 仙台港（日语：仙台港）
- 石巻港（日语：石巻港）

## 特產
| 水果・蔬菜     | 水果・蔬菜                                 |
| -------------- | ------------------------------------------ |
| 米             | 全國有數的產地。主要的品種有ひとめぼれ等。 |
| 魚介類・海產物 |                                            |
| 魚翅           | 氣仙沼港周邊。                             |
| 牡蠣           | 松島的牡蠣。                               |
| 海鞘           | 宮城的特產品。                             |
| 鄉土料理       |                                            |
| 白石温麵       | 白石的名物。                               |
| はらこ飯       | 阿武隈川的鮭和鹽漬鮭魚卵的飯料理。         |
| 笹蒲鉾         | 竹葉狀的魚板。仙台的名物。                 |
| 牛舌           | 仙台的名物。                               |
| 毛豆麻糬       | 毛豆餡麻糬。仙台的名物。                   |
| 工藝品・民藝品 |                                            |
| 鳴子漆器       | 國家指定的傳統工藝品。                     |
| 雄勝硯         | 國家指定的傳統工藝品。                     |
| 宮城傳統こけし | 國家指定的傳統工藝品。                     |
| 參考資料：     |                                            |

## 註解
1. ↑  .   [2011-03-14]. （原始内容存档于2011-03-16） （日语）.
2. ↑  .   [2011-03-12]. （原始内容存档于2011-03-14） （英语）.
3. ↑  . 日本の名物特産品・特産物.   [2010-08-22]. （原始内容存档于2010-09-23） （日语）.

## 外部連結
- 宮城縣官方網站 Archive.today的存檔，存档日期2012-05-24（日語）
- 宫城县观光联盟 （页面存档备份，存于）（日語）